# Оснивачка церемонија Народне Републике (слика)
Оснивачка церемонија Народне Републике (или Церемонија оснивања, кинески: 开国大典 пинјин: Kāiguó Dàdiǎn ) је уље на платну из 1953. године кинеског уметника Донг Шивена (кин. 董希文), једно је од најславнијих дела званичне кинеске уметности. На њему је приказан Мао Цедунг (кин. 毛泽东) и други комунистички званичници који су створили Народну Републику Кину на Тргу Тјенанмен 1. октобра 1949. године. Слика је истакнути пример социјалистичког реализма и више је пута прерађивана. Прераде су направљене како би се сцена прилагодила политичким променама јер су вође које је приказивала пале са власти, а касније рехабилитоване.
Након што су комунисти преузели контролу над Кином, настојали су да овековече своја достигнућа кроз уметничка дела. Донг је био задужен да направи визуелну представу церемоније проглашења Народне Републике Кине 1. октобра 1949, којој је присуствовао. Сматрао је да је од суштинске важности да слика приказује и људе и њихове вође. Након три месеца рада, завршио је уље на платну у стилу народне уметности, ослањајући се на историју кинеске уметности кроз савремену тему. Успех слике је био загарантован када ју је Мао погледао и свидела му се и била је умножена у великом броју за кућно излагање.

## Позадина
Након оснивања Народне Републике 1949. комунисти су брзо преузели контролу над уметношћу у Кини. Социјалистички реализам који је био карактеристичан за совјетску уметност постао је веома утицајан у Народној Републици. Нова влада предложила је низ слика, по могућности у техници уља, како би се обележила историја Комунистичке партије Кине (КПК), и њен тријумф 1949. године. У том циљу, у децембру 1950. године, званичник уметности Ванг Јећиу (кин. 王爷求) предложио је заменику министра Културе Џоу Јангу (кин. 周洋) да се наредне године одржи изложба уметности у спомен на 30. годишњицу оснивања Партије у Кини. Ванг је обишао Совјетски Савез и посматрао његову уметност, којом је био веома импресиониран и предложио је да се скулптуре и слике прикажу у историји КПК, како би се евентуално укључило у планирани Музеј кинеске револуције. Чак и пре него што је дошло до потпуне контроле над земљом, КПК је користио уметност као пропаганду, технику која је била посебно ефикасна јер је велики део кинеске популације тада био неписмен. Вангов предлог је прелиминарно одобрен у марту 1951. године, а одбор, укључујући критичара уметности и званичника Ђианг Фенга (кин. 江丰), именован је да тражи одговарајуће уметнике. Иако је за изложбу из 1951. године произведено скоро 100 слика, одлучено је да су већином непогодне и изложба је отказана.
Употреба уља на платну за меморисање догађаја није била нова. Примери из 19. века су слике Џона Трамбла (енгл. John Trumbull) за зграду америчког Конгреса (1817–1821) и Жак-Луј Давидова слика Крунисање Наполеона  (фр. Le Sacre de Napoléon) (1807). Уљаним бојама омогућено је мешање тонова да би се произвео широк спектар реалистичних, атрактивних боја, на начин који није могућ традиционалном кинеском техником мастила и четкица. Ванг се дивио томе како је у московским музејима каријера Владимира Илича Лењина забележена и учињена доступном масама кроз артефакте пропраћене уљаним сликама које показују кључне тренутке у каријери комунистичког вође. Ванг и виши званичници одлучили су да користе сличну технику док су планирали Музеј кинеске револуције. Тако су настојали да прикажу историју Партије и покажу своја достигнућа. Слике су наручене, иако музеј још није постојао и није отворен до 1961. Кинески лидери су били жељни да буду представљени на сликама, желећи да буду бесмртни као централни ликови у националној историјској драми.
Ниједно дело које је првобитно је музеј одобрио није приказивало најсвечанији тренутак револуције, церемонију на Тргу Тјенанмен 1. октобра 1949. године, када је Мао Цедунг прогласио Народну Републику. Званичници су сматрали да је такав рад неопходан. Донг Шивен, професор на Централној академији ликовних уметности (ЦАЛУ) у Пекингу, био је успешан, политички подобан и био је присутан на церемонији 1. октобра. Био је очигледан кандидат. Иако се Донг касније жалио да никада у својој каријери није имао потпуну слободу избора у односу на предмете својих слика, Церемонија оснивања учинила га је славним.

## Тема и технике
На слици је приказана свечана церемонија оснивања Народне Републике Кине 1. октобра 1949. године. Фокус је на Мау, који стоји на балкону Тјенанмена, читајући свој проглас у (оригинално) два микрофона. Донг је узео неке слободе са појавом врата Тјенанмен, отварајући простор испред Маа да би председнику дао директнију везу са народом, нешто што је архитект Лианг Сиченг (кин. 梁思成) сматрао грешком сликара, али уметнички бриљантан. Пет голубица лети у небо десно од Маа. Пред њим су, на Тргу Тјенанмен, почасна стража и чланови патриотских организација окупљени у редовима и неки од њих држе транспаренте. Ћиенмен (кин. 前门), капија на јужном крају Трга, видљива је, као и Јонгдингмен (кин. 永定门) капија (на слици лево лево од Маа). Иза старих градских зидина које су у то време затварале Трг (срушене су 1950-их), видљив је град Пекинг, а у зеленој боји је представљен народ Кине, с тим даљим сценама под јаким сунцем и јасно дефинисаним облацима. 1. октобар био је облачан дан у Пекингу, Донг је узео уметничку слободу за приказ времена. На Маовој левој страни виде се његови заменици у комунистичком ланцу. У првобитној слици, први ред лево, који је састављен по рангу, састојао се од Џу Деа (кин. 朱德), Лиу Шаоћија (кин. 刘少奇), Сонг Ћинглинг (кин. 宋庆龄) (удовица Суена Јатсена (кин. 孙逸仙), Ли Џишена (кин. 李济深), Џанг Лана (кин. 张澜) (са брадом) и сасвим десно генерал Гао Ганг (кин. 高岗). Џоу Енлај (кин. 周恩来) је најудаљенији у другом реду, а поред њега су Донг Биву (кин. 董必武), двојица мушкараца чији су идентитети неизвесни, и сасвим десно је Гуо Моруо (кин. 郭沫若). Лин Боћу (кин. 林伯渠) је најудаљенији у трећем реду. Заменици су близу један другога, а истовремено су дистанцирани од говорника, поштујући Маа. Ово наглашава његов примат, као и чињеницу да је приказан као виши у рангу од својих заменика. Тачка гледишта посматрача је далеко назад на балкону, с којег би већи део трга био заклоњен подом. Уместо да покаже само Маа и небо, Донг је манипулисао перспективом, подижући хоризонт и појачавајући скраћење балкона. Само појединци на балкону, а не маса испод њих, су представљени као појединци. Историчар уметности Ву Хунгнаписао је да "парадне масе на Тргу добијају снагу из колективне анонимности. Комбинација ова два: изнад и испод - лидера и народа, представља свеобухватно представљање Нове Кине."
Мао и његови службеници су окружени лампионима, симболима просперитета, хризантеме са обе стране симболизују дуговечност. Голубице представљају мир обновљеној нацији која је дуго била у рату. Нова кинеска застава са пет звездица, која се уздиже над народом, представља крај феудалног система и поновно рођење нације као Народне Републике.
Мао, представљен као државник, а не као револуционарни вођа током сукоба, гледа ка Ћиенмену, симболишући свој ауторитет. Председавајући је у средишту вишеструких концентричних кругова на слици, са најдубљим од њих ка формираним предњим редовима својих другова, други од људи на Тргу и најудаљенијим према старим градским зидинама. Окружују их осунчане сцене, замишљајући величанствену будућност Кине са Маом као лидером нације.
Иако је Донг био обучен за западно сликарство, изабрао је народни стил за Церемонију оснивања, користећи светле, контрастне боје на начин сличан оном у разгледницама за Кинеску Нову годину које су популарне у Кини. Он је 1953. изјавио: "Кинези воле светле, интензивне боје. Ово уверење је у складу са темом Оснивања нације. У мом избору боја нисам оклевао да оставим по страни сложене боје које су обично усвојене у западном сликарству, као и конвенционална правила за уљано сликарство."  Уметници у раним годинама Народне Републике, укључујући и Донга, настојали су да задовоље кинеске естетске укусе у својим делима и тако су приказали своје субјекте у светлој оригиналној боји, избегавајући сложену употребу светлости и сенке на лицима као у многим западним сликама. По европским стандардима боје су претерано интензивне и засићене. Крем боја је коришћена за велике површине стубова, тепиха и лампиона, постављајући тоналитет за рад. Цвеће у цвату, заставе и транспаренти, плаво и бело небо дају слици срећну атмосферу- радосну, свечану енергију, као и "културну узвишеност", прикладну за рад који описује Церемонија оснивања.
Донг се ослањао на историју кинеске уметности, користећи технике из Дунхуанг мурала из династије Танг, портрете династије Минг и античке слике. Шаре на тепиху, стубовима, лампионима и оградама подсећају на културне симболе. Боје слике подсећају на грубо исписане сеоске дрворезе; оне су наглашене црним обрисима низа објеката, укључујући и стубове и камену ограду, пошто су ти обриси карактеристични за такве дрворезе. Донг је рекао: "Ако је ова слика богата националним стиловима, то је углавном зато што сам користио ове домаће симболе."

## Композиција
Церемонија оснивања била је једна од неколико слика наручених за нови Музеј кинеске револуције од чланова факултета ЦАЛУ.
У време када је ЦАЛУ изабрала Донга, он је сликао раднике у електрани Шиџингшан (кин. 石景山) изван Пекинга. Донг је прегледао фотографије догађаја, али их је сматрао незадовољавајућим јер нико није показао и вође и људе окупљене на Тргу испод, што је сматрао да је потребно. Направио је скицу величине разгледнице, али је био незадовољан њоме, осећајући да није ухватио величину те прилике. Слушајући савете других уметника прилагодио је свој план.
Донг је изнајмио малу собу у западном Пекингу изнад продавнице која продаје соја сос. Ђианг Фенг је интервенисао да се сликару дâ време и простор за стварање слике. Уметнику је било потребно три месеца да заврши свој рад. Соба је била мања од слике која је широка четири метра, а он је причврстио део платна на плафон, радећи на леђима. Да би уштедео време, спавао је на столици. Пушио је цигарете док је радио. Његова ћерка је доносила оброке, али често није могао да једе. Када је слика била у настанку, неколико колега, укључујући и сликара уља на платну Аи Џонгшина (кин. 哎中心), дошло је у посету. Одлучили су да лик Маа није био довољно висок. Донг је извадио Маа из платна и поново га насликао, повећавајући његову висину за нешто мање од инча (2,54 cm). Код сликања неба и стубова користио је оловку и четку, као да ради традиционалну кинеску слику. Насликао је одећу у детаље: Сонг Ћинглинг носи рукавице које имају цветне мотиве, док је Џанг Ланов свилени огртач пажљиво испеглан за важан дан. Донг је користио пиљевину како би побољшао текстуру тепиха на којем стоји Мао, осликао је мермерну ограду више жућкасту него белу, наглашавајући тако године трајања кинеске нације. Лидери на слици су замољени да испитају своје портрете ради тачности.

## Пријем и значај
Када је слика представљена 1953. године, већина кинеских критичара је била одушевљена. Шу Беихонг (кин. 数倍红), председник ЦАЛУ и један од првих у коришћењу реализма у уљаној техници, дивио се начину на који је дело испунило своју политичку мисију, али се пожалио да због боја то једва подсећа на уље на платну. Он и други су, међутим, видели да је слика отворила ново поглавље у развоју кинеске уметности. Џу Дан (кин. 朱丹), шеф Народне издавачке куће за ликовне уметности, која је умножила слику за народ, тврдио је да је то више постер него уље на платну. Други уметници су изјавили да су Донгови ранији радови, као што је Казахстанска чобаница (1947) и Ослобођење (1949), били бољи примери новог националног уметничког стила. Високи партијски лидери, међутим, одобрили су слику, како је то рекао историчар уметности Чанг Таи Хунг (кин. 常态黄), "гледајући на то као на доказ младог народа у развоју идентитета и растућег самопоуздања".
Убрзо након откривања, Ђианг Фенг је желео да организује изложбу на којој би владини званичници, укључујући Маа, могли да погледају и јавно подрже нову кинеску уметност. Имао је везе са Маовим унутрашњим кругом, а Донг и други су организовали да би се повезали са састанцима који су одржавани и који је Мао водио. Ово је, највероватније, једини пут када је Мао присуствовао изложби после 1949. године. Мао је посетио изложбу три пута између састанака и посебно му се допало Церемонија оснивања - званични фотограф догађаја показује како Мао и Џоу Енлај гледају платно са Донг. Председник је дуго гледао у слику и коначно рекао: "То је велика нација. То је заиста велика нација."
Церемонија оснивања проглашено је једним од најбољих уља на платну које је један кинески уметник икада направио од стране рецензената у тој земљи, а више од 500.000 репродукција продато је за три месеца. Донгове технике биле су виђене као премошћивање јаза између елитистичког медија уљане слике и популарне уметности и као подстицај Ђианговом мишљењу да би реалистична уметност могла бити политички пожељна. Убачена је у уџбенике основних и средњих школа. Слика се појавила на насловној страни Народног дневника у септембру 1953. године и постала службено одобрена унутрашња декорација. Један часопис на енглеском језику који је кинеска влада објавила за дистрибуцију у иностранству показала је породицу у модерном стану, са великим Церемонијом оснивања на зиду. Према Чанг Таи Хунгу, слика је постала "прослављени пропагандни комад".

## Каснија историја и политичке промене
У фебруару 1954. Гао Ганг, шеф Државног савета за планирање, избачен је из владе, убио се само неколико месеци касније. Његово присуство на слици, одмах на Маовој левој страни поставило је уметничке службенике у неприлику. С обзиром на његову популарност међу званичницима и народом, Церемонија оснивања морало је бити приказано на Другој националној изложби уметности (1955), али је било незамисливо да се Гао, који се сматра издајником, треба приказати. Сходно томе, Донгу је наређено да уклони Гаа са слике, што је и учинио. У брисању Гаа, Донг је проширио корпу ружичастих хризантема које стоји око ногу говорника и довршио је приказ врата Јонгдингмен (у оригиналу се види само делимично иза Гаа). Био је принуђен да прошири део неба виђеног изнад људи окупљених на Тргу Тјенанмен, што је утицало на постављање Маа као центра пажње. Он је то донекле компензовао додавањем још два микрофона у Маоову десну страну. Џулија Ендрус (енгл. Julia Andrews), у својој књизи о уметности Народне Републике, сугерисала је да Донгово решење није било сасвим задовољавајуће јер микрофони доминирају средиштем слике, а Мао је умањен због проширеног простора око њега. Модификована слика је приказана на изложби 1955. године, а 1958. у Москви. Иако је слика касније поново измењена и не постоји у овој форми, ова верзија је најчешће репродукована.
Када је 1961. године на Тргу Тјенанмен отворен Музеј кинеске револуције, слика је била изложена на огромном зиду у галерији посвећеној комунистичком тријумфу, али 1966. године, током Културне револуције, радикали су затворили музеј, и остао је затворен до 1969. За то време, Лиу Шаоћи, оптужен за "капиталистички пут", избачен је из владе. Његово уклањање са слике је наручено 1967, а Донг је био задужен да га изведе. Донг је пропатио за време Културне револуције: оптужен да је десничар, био је избачен из Партије на две године, послат у сеоски радни логор, а затим је рехабилитован тако што је запослен као радник у железари. Донгов задатак је био тежак, јер је Лиу Шаоћи био један од најистакнутијих личности у првом реду, који је стајао лево од Сонг. Званичници су желели да се Лиу замени Лин Биаом, који је у то време било у Маоовој наклоности. Донг није био вољан да да Лину значај коју тада није имао и иако није могао да одбије у опасном времену Културне револуције, на крају је добио дозволу да једноставно уклони Лиуа. Лик је био превелики да би се једноставно обрисао, тако да је Лиу префарбан као Донг Биву и учинило се да се појављује у другом реду. Према Ендрусовим речима, покушај је био неуспешан: "Нови Донг Биву се не повлачи у други ред како је замишљено. Уместо тога, он се појављује као церећи, ватрен, необично чудан лик усред иначе величанствене групе". Званичници сматрају да је ревидирани рад непожељан. Године 1972, у склопу обнове Музеја кинеске револуције, званичници су поново хтели да изложе Донгову слику, али су одредили да Лин Боћу, чији је седокоси лик био најдаље лево, мора бити уклоњен. То је било због тога што је Четворочлана банда, која су тада била под контролом Кине, окривила Лин Боћуа (који је умро 1960. године) за супротстављање браку Маа са Ђианг Ћинг-ом (припадником банде). Извори се разликују о томе шта се десило у вези са сликом: Чанг Таи Хунг је рекао да Донг, смртно оболео од рака, није могао да направи промене, тако да су његов ученик Ђин Шангји и други уметник, Џао Ју, били задужени да обаве задатак. Њих двојица су се бојали да ће оштетити оригинално платно, тако да су направили тачну реплику, али са потребним изменама, са Донгом који је изашао из болнице на консултације.
Са завршетком Културне револуције 1976. и каснијим придруживањем Денг Шиаопинга, многи лидери из ранијих година су рехабилитовани, а власти су 1979. одлучиле да донесу већу историјску прецизност слици. Донг је умро 1973, његова породица се снажно противила да било ко измени оригиналну слику, а влада је поштовала њихове жеље. Ђин је био на турнеји изван Кине, тако да је влада наредила Јан Џендуо да направи измене у реплици. Поставио је Лиуа, Лина Боћуа и Гаа на слику и направио друге промене: раније неидентификован човек у задњем реду сада личи на Денг Шиаопинга. Реплика је рестаурирана у Музеју кинеске револуције.
Слика је репродукована на кинеским поштанским маркама 1959. и 1999. године, за десету и педесету годишњицу оснивања Народне Републике. Такође, 1999. године, Музеј је овластио приватну компанију да направи репродукцију малог формата у златној фолији. Донгова породица је тужила, а судови су 2002. године утврдили да су наследници имали ауторска права на слику и да је Музеј имао право само да је изложи. У 2014. Музеј уметности у ЦАЛУ одржао је ретроспективу Донгових радова, први пут изложивши нацрт слике малог обима, коју је поседовала Донгова породица. Фан Диан, кустос изложбе, изјавио је: "Промене на слици говоре о горкој причи, одражавајући политичке утицаје на уметност. Али то није утицало на љубав према уметности Донг Шивена." Ву Хунг је описао Церемонија оснивања као "можда најславније дело званичне кинеске уметности". Он је приметио да је слика једина "популаризована" која описује церемонију 1. октобра и да су други уметници склони да дају перспективу људи, потчињавајући се се Маоовом погледу на уметност.
Слика је савремени пример damnatio memoriae, односно пример измена уметничких дела или других предмета како би се уклонила лик или име особе која је непожељна.
Слика на Западу никада није била тако високо цењена као у Кини.
Данас, након спајања музеја, обе слике су у Националном музеју Кине, на Тргу Тјенанмен.